# Non stop (trail)
Een non stop is een gedeelte van een trialwedstrijd met motorfietsen waarbinnen het verboden is één of beide voeten aan de grond te zetten.
Zet men één keer een voet aan de grond dat levert dan een strafpunt op. Twee keer is twee strafpunten, drie of meer keren drie. Een val is vijf strafpunten (een “vijf”), evenals het laten afslaan van de motor, indien zonder te balanceren opnieuw gestart wordt. Omdat een non stop wordt gadegeslagen door een jurylid spreekt men in Groot-Brittannië van een observed section.